# Gare de Tenri
La gare de Tenri (天理駅, Tenri-eki) est une gare ferroviaire de la ville de Tenri, dans la préfecture de Nara au Japon. Elle est gérée conjointement par les compagnies JR West et Kintetsu.

## Situation ferroviaire
La gare de Tenri est située au point kilométrique (PK) 9,6 de la ligne Sakurai (ligne Man-yō Mahoroba). Elle marque la fin de la ligne Kintetsu Tenri.

## Histoire
L'actuelle gare date du 25 mai 1965. Auparavant, les gares JNR et Kintetsu étaient séparées : la première a été inaugurée le 11 mai 1898 sous le nom de gare Tanbaichi (puis renommée Tenrishi), la seconde le 7 février 1915 sous le nom de gare de Tenri (puis renommée Kintetsu-Tenri).

## Service des voyageurs

### Accès et accueil
La gare dispose d'un bâtiment voyageurs, avec guichet, ouvert tous les jours.

### Desserte

#### JR West
- Ligne Man-yō Mahoroba :
  - voie 3 : direction Sakurai et Nara
  - voie 4 : direction Takada

Les voies 1 et 2 ne sont utilisées qu’occasionnellement.

#### Kintetsu
- Ligne Kintetsu Tenri :

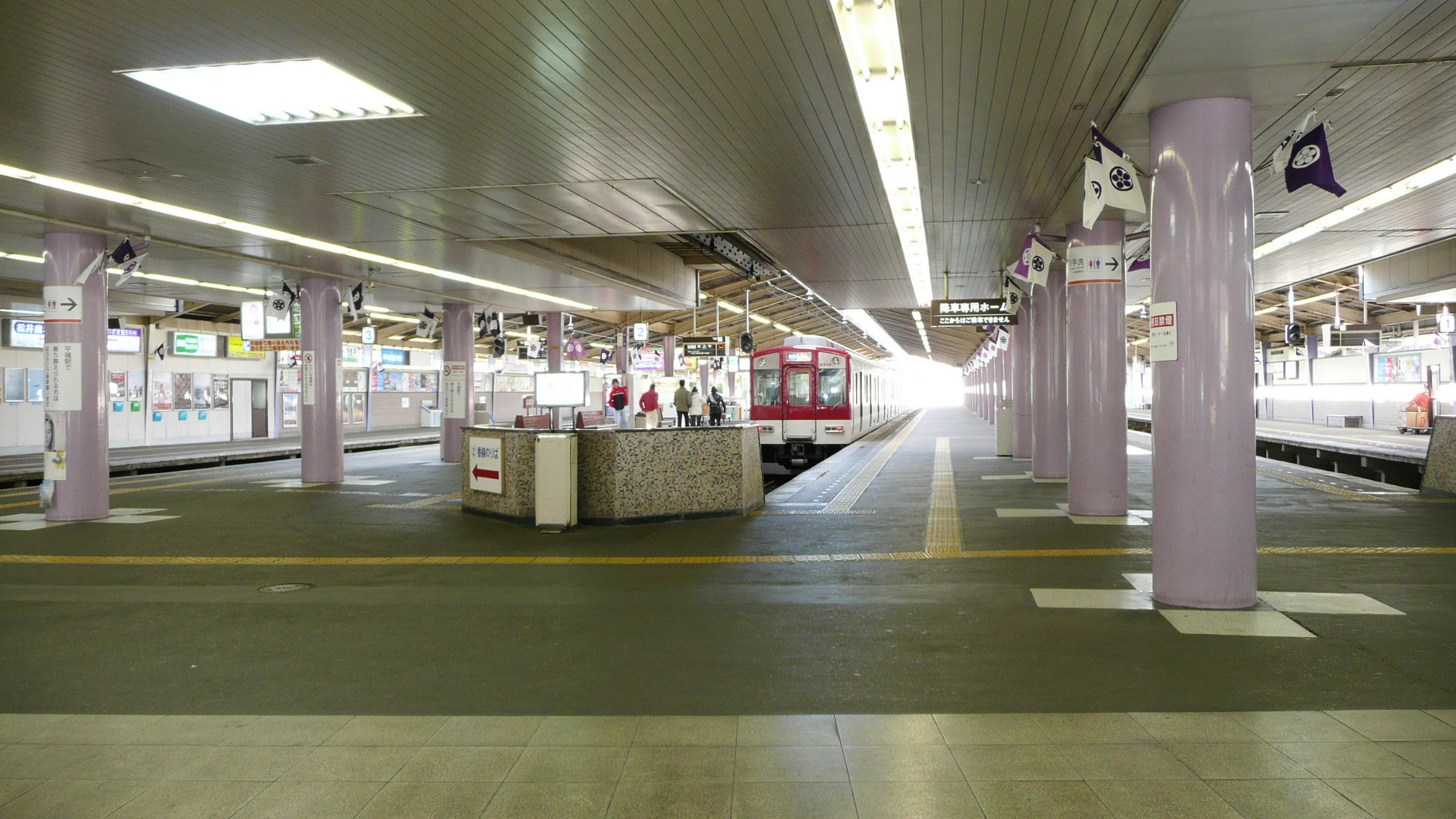
Le terminus Kintetsu

  - voies 1 à 3 : direction Hirahata, Yamato-Saidaiji et Kyoto